# Что делает пчела?
«Что делает пчела?» (англ. «What Does the Bee Do?») — четвёртый эпизод второго сезона телесериала канала HBO «Подпольная империя», и 16-й во всём сериале. Премьера эпизода состоялась 16 октября 2011 года. Сценарий был написан исполнительным редактор сюжетов Стивом Корнаки, а режиссёром стал Эд Бьянчи.

## Сюжет
Наки ищет для Ротштейна порт для приёма алкоголя, так как Береговая охрана блокирует Атлантик-Сити. Ротштейн инструктирует Лански и Лучано, чтобы контролировать филадельфийскую доставку. Наки отправляет Оуэна Слейтера заминировать лавку Дойла. Маргарет просит денег для своих детей у Наки, которые она продолжает прятать в своём шкафу.
У Коммодора случается инсульт и он больше не может вести дела, поэтому Джимми берет всё под свой контроль. Илай испуган, так как сомневается, что Джимми сможет справиться самостоятельно с всеми делами, без связей Коммодора. При лечении лежачего больного Коммодора, Джиллиан спрашивает его, помнит ли он тот раз, когда он изнасиловал её, затем начинает бить его.
Наки устраивает Бадеру день рождения, на который заскакивает Джек Демпси. Проститутки на вечеринку были привезены из других штатов, что является федеральным преступлением. Узнав об этом, адвокат Наки, предлагает ему, использовать этот факт на суде, для передачи уголовного дела против Томпсона в федеральный суд, что бы впоследствии, с помощью общего знакомого, федерального судьи, развалить это дело.
Анджела спрашивает Хэрроу, сможет ли он попозировать для неё. Он соглашается, и пока Анджела рисует портрет, Херроу рассказывает ей о своих взаимоотношениях с сестрой-близнецом.
Мелок выпущен из тюрьмы. Старшая дочь, приводит на ужин своего жениха, что бы познакомить его с родителями. Мелок перебрав с алкоголем устраивает за столом скандал, посчитав, что супруга и дети относятся к нему без должного уважения.
Двое из людей Ван Алдена начинают подозревать его в коррупции, став свидетелями его участия в сомнительных мероприятиях. Когда они ночью приезжают в лавку Дойла, бомба, которую установил Слейтер, взрывается, сильно обжигая одного из них.

## Название
«Что делают пчёлы?» — детская поэма Кристины Россетти. Дочь Маргарет Шрёдер читает её в этом эпизоде.

## Реакция

### Реакция критиков
IGN дал эпизоду оценку 8.5 из 10, сказав, что он "без усилий ударяет по тому сладкому пятну между продвижением сюжета при разработке персонажей, точно таким же образом, как это сделала премьера второго сезона." The A.V. Club дал эпизоду оценку "A-".

### Рейтинги
Эпизод посмотрели 2.546 миллионов зрителей.